# Letana navasi
Letana navasi är en insektsart som först beskrevs av Bolívar, I. 1914.  Letana navasi ingår i släktet Letana och familjen vårtbitare. Inga underarter finns listade i Catalogue of Life.